# Árnyak toszkán verőfényben
Az Árnyak toszkán verőfényben vagy Árnyak verőfényben (eredeti cím: Shadows in the Sun) 2005-ben bemutatott brit–francia–olasz romantikus televíziós film, melyet Brad Mirman írt és rendezett. A főbb szerepekben Harvey Keitel, Joshua Jackson, Claire Forlani és Giancarlo Giannini látható.
2005. november 13-án mutatta be az ABC Family.

## Cselekmény
Jeremy Londonban élő amerikai–brit könyvszerkesztő és feltörekvő író, az újrakezdés lehetőségét keresi az életben. Munkáltatója Toszkánába küldi, rávenni Weldon Parish amerikai–olasz írót egy új könyv megírására. Parish, akinek a felesége húsz évvel korábban meghalt, a tragédia óta írói válságban szenved. Makacsul ellenáll minden próbálkozásnak, amellyel könyvkiadók vagy írók próbálnak meg új művet kicsikarni belőle.
Bár kezdetben Jeremy és Weldon között ellenséges a viszony, idővel mégis közelebb kerülnek egymáshoz. Weldon lenyűgözve figyeli, ahogy Jeremy határozottan elutasít egy Ian nevű beképzelt írót és hamarosan a fiatalember mentorává válik. Együtt járják a vidéket, miközben megosztják egymással élettapasztalataikat és gondolataikat. Időt töltenek el a helyiek társaságában is, ezáltal Jeremy barátságokat köt néhány lakossal. A férfit teljesen elbűvöli Weldon lánya, Isabella és egy fesztivál estéjén meghitt pillanatot osztanak meg egymással.
A történet végén Weldon újra ihletet talál, és ismét képes lesz írni. Jeremy úgy dönt, nem tér vissza otthonába, hanem Isabellát választja. Azt is elhatározza, hogy befejezi régóta félretett regényét.

## Szereplők
| Szerep          | Színész            | Magyar hang       |
| --------------- | ------------------ | ----------------- |
| Weldon Parish   | Harvey Keitel      | Barbinek Péter    |
| Jeremy Taylor   | Joshua Jackson     | Lux Ádám          |
| Isabella Parish | Claire Forlani     | Náray Erika       |
| Moretti atya    | Giancarlo Giannini | Bolla Róbert      |
| Gustavo         | Armando Pucci      | Rosta Sándor      |
| Amalia          | Valeria Cavalli    | Farkasinszky Edit |
| Maura Parish    | Bianca Guaccero    | Keresztes Ildikó  |
| Dinnie Parish   | Silvia De Santis   | Oláh Orsolya      |
| Mr. Benton      | John Rhys-Davies   | Uri István        |

## Fordítás
- Ez a szócikk részben vagy egészben  a   Shadows in the Sun (2005 film) című angol Wikipédia-szócikk ezen változatának fordításán alapul.  Az eredeti cikk szerkesztőit annak laptörténete sorolja fel. Ez a jelzés csupán a megfogalmazás eredetét és a szerzői jogokat jelzi, nem szolgál a cikkben szereplő információk forrásmegjelöléseként.